# Itália nos Jogos Olímpicos de Verão da Juventude de 2010
A Itália participou dos Jogos Olímpicos de Verão da Juventude de 2010 em Cingapura. Com uma delegação composta por 62 atletas que competiram em 19 esportes, o país conquistou cinco medalhas de ouro, nove de prata e cinco de bronze.

## Medalhistas
| Medalha | Nome                                                            | Esporte             | Evento                          | Data         |
| ------- | --------------------------------------------------------------- | ------------------- | ------------------------------- | ------------ |
| Ouro    | Camilla Mancini                                                 | Esgrima             | Florete individual feminino     | 15 de agosto |
| Ouro    | Marco Fichera                                                   | Esgrima             | Espada individual masculino     | 16 de agosto |
| Ouro    | Edoardo Luperi                                                  | Esgrima             | Florete individual masculino    | 18 de agosto |
| Ouro    | Flavio Bizzarri                                                 | Natação             | 200 m peito masculino           | 20 de agosto |
| Ouro    | Anna Clemente                                                   | Atletismo           | Marcha atlética feminina (5 km) | 21 de agosto |
| Prata   | Leonardo Affede                                                 | Esgrima             | Sabre individual masculino      | 15 de agosto |
| Prata   | Martina Carrato                                                 | Natação             | 50 m peito feminino             | 16 de agosto |
| Prata   | Alberta Santuccio                                               | Esgrima             | Espada individual feminino      | 17 de agosto |
| Prata   | Elena di Liddo                                                  | Natação             | 50 m borboleta feminino         | 18 de agosto |
| Prata   | Carlotta Ferlito                                                | Ginástica artística | Trave feminino                  | 22 de agosto |
| Prata   | Alessia Trost                                                   | Atletismo           | Salto em altura feminino        | 22 de agosto |
| Prata   | Alessia Bulleri Andrea Righettini Mattia Furlan Nicholas Marini | Ciclismo            | Equipes mistas combinadas       | 22 de agosto |
| Prata   | Fabio Turchi                                                    | Boxe                | Peso pesado (até 91 kg)         | 25 de agosto |
| Prata   | Veronica Fanciulli                                              | Vela                | Techno 293 feminino             | 25 de agosto |
| Bronze  | Flavio Bizzarri                                                 | Natação             | 100 m peito masculino           | 16 de agosto |
| Bronze  | Tommaso Romani                                                  | Natação             | 50 m borboleta masculino        | 19 de agosto |
| Bronze  | Carlotta Ferlito                                                | Ginástica artística | Individual geral feminino       | 19 de agosto |
| Bronze  | Carlotta Ferlito                                                | Ginástica artística | Salto feminino                  | 21 de agosto |
| Bronze  | Ludovico Edalli                                                 | Ginástica artística | Barras paralelas masculino      | 22 de agosto |

## Atletismo

### Feminino
| Evento                          | Atleta                                            | Qualificação | Qualificação | Final     | Final        |
| Evento                          | Atleta                                            | Resultado    | Posição      | Resultado | Posição      |
| ------------------------------- | ------------------------------------------------- | ------------ | ------------ | --------- | ------------ |
| Salto em altura feminino        | Alessia Trost                                     | 1,76         | 1º           | 1,86      | [ 3 ]        |
| 200 m feminino                  | Anna Bongiorni                                    | 24.65        | 7º (2º q3)   | 24.53     | 7º (Final A) |
| Revezamento feminino            | Anna Bongiorni (como integrante da equipe Europa) |              |              | 2:07.59   | [ 6 ]        |
| Marcha atlética feminina (5 km) | Anna Clemente                                     |              |              | 22:27.38  | [ 7 ]        |
| Salto em distância feminino     | Anna Visibelli                                    | 5,81         | 10º          | 6,00      | 1º (Final B) |
| Arremesso de martelo feminino   | Francesca Massobrio                               | 50,73        | 10º          | 48,43     | 5º (Final B) |
| Lançamento de dardo feminino    | Roberta Molardi                                   | 43,44        | 9º           | 43,90     | 5º (Final B) |
| 3000 m feminino                 | Valentine Marchesi                                | 10:06.08     | 10º          | 10:11.18  | 9º (Final A) |

### Masculino
| Evento                            | Atleta                                           | Qualificação | Qualificação | Final      | Final        |
| Evento                            | Atleta                                           | Resultado    | Posição      | Resultado  | Posição      |
| --------------------------------- | ------------------------------------------------ | ------------ | ------------ | ---------- | ------------ |
| Salto em altura masculino         | Eugenio Meloni                                   | 2,00         | 13º          | 1,85       | 7º (Final B) |
| Marcha atlética masculina (10 km) | Leonardo Serra                                   |              |              | 45:19.73   | 4º           |
| 200 m masculino                   | Luca Valbonesi                                   | 22.14        | 12º (2º q1)  | 21.98      | 1º (Final B) |
| 400 m masculino                   | Marco Lorenzi                                    | 48.40        | 9º (2º q2)   | 48.31      | 1º (Final B) |
| Revezamento masculino             | Marco Lorenzi (como integrante da equipe Europa) |              |              | 1:52.11    | [ 23 ]       |
| Salto em distância masculino      | Riccardo Pagan                                   | 7,00         | 12º          | Não largou | -- (Final B) |

## Basquetebol
| Evento                          | Elenco                                                           | Preliminares | Preliminares                                                                      | Preliminares | Classificação 9-16 | Classificação 9-12       | Disputa pelo 9º lugar | Pos. final |
| Evento                          | Elenco                                                           | Grupo        | Resultados                                                                        | Pos.         | Classificação 9-16 | Classificação 9-12       | Disputa pelo 9º lugar | Pos. final |
| ------------------------------- | ---------------------------------------------------------------- | ------------ | --------------------------------------------------------------------------------- | ------------ | ------------------ | ------------------------ | --------------------- | ---------- |
| Torneio Feminino de Basquetebol | Caterina Dotto Chiara Terenzi Francesca Dotto Marta Maria Masoni | D            | FRA França V 26-11 JPN Japão V 26-17 Folga AUS Austrália D 15-29 CHI Chile V 21-8 | 3º           | MLI Mali V 29-18   | BLR Bielorrússia V 29-28 | FRA França V 26-18    | 9º         |

## Boxe
| Evento                  | Atleta       | Preliminares | Semifinais                  | Final                                | Pos. final       |
| ----------------------- | ------------ | ------------ | --------------------------- | ------------------------------------ | ---------------- |
| Peso pesado (até 91 kg) | Fabio Turchi | Sem oponente | TJK Siyovush Zukhurov V 7-0 | CUB Lenier Eunice Pero D RSCH 1 1:27 | Medalha de prata |

## Ciclismo
| Prova                     | Equipe            | Corta-mato | Corta-mato | Corta-mato | Corta-mato | Corta-mato | Corta-mato | Contra-relógio | Contra-relógio | Contra-relógio | Contra-relógio | Contra-relógio | Contra-relógio | BMX    | BMX  | BMX  | BMX    | BMX   | BMX   | Estrada masculino[n1] | Estrada masculino[n1] | Estrada masculino[n1] | Pontuação geral | Pos. final |
| Prova                     | Equipe            | Fem.       | Fem.       | Fem.       | Masc.      | Masc.      | Masc.      | Fem.           | Fem.           | Fem.           | Masc.          | Masc.          | Masc.          | Fem.   | Fem. | Fem. | Masc.  | Masc. | Masc. | Estrada masculino[n1] | Estrada masculino[n1] | Estrada masculino[n1] | Pontuação geral | Pos. final |
| Prova                     | Equipe            | T          | P          | Pts        | T          | P          | Pts        | T              | P              | Pts            | T              | P              | Pts            | T      | P    | Pts  | T      | P     | Pts   | T                     | P                     | Pts                   | Pontuação geral | Pos. final |
| ------------------------- | ----------------- | ---------- | ---------- | ---------- | ---------- | ---------- | ---------- | -------------- | -------------- | -------------- | -------------- | -------------- | -------------- | ------ | ---- | ---- | ------ | ----- | ----- | --------------------- | --------------------- | --------------------- | --------------- | ---------- |
| Equipes mistas combinadas | Alessia Bulleri   | 50:23      | 4º         | 12         |            |            |            | 3:33.42        | 7º             | 21             |                |                |                | 45.993 | 16º  | 39   |        |       |       |                       |                       |                       | 171             | [ 26 ]     |
| Equipes mistas combinadas | Andrea Righettini |            |            |            | 59:29      | 2º         | 10         |                |                |                |                |                |                |        |      |      |        |       |       | 1:05:44               | 33º                   | 72                    | 171             | [ 26 ]     |
| Equipes mistas combinadas | Mattia Furlan     |            |            |            |            |            |            |                |                |                |                |                |                |        |      |      | 33.408 | 12º   | 61    | 1:34:06               | 79º                   | 72                    | 171             | [ 26 ]     |
| Equipes mistas combinadas | Nicolas Marini    |            |            |            |            |            |            |                |                |                | 4:08.62        | 7º             | 16             |        |      |      |        |       |       | 1:05:44               | 3º                    | 17 - 5 = 12[n2]       | 171             | [ 26 ]     |

↑[n1]  Na prova de estrada apenas a melhor pontuação foi considerada.

↑[n2]  5 pontos foram deduzidos porque todos os três ciclistas acabaram a corrida.

## Desportos aquáticos

### Natação

#### Feminino
| Evento                   | Atleta                                                          | Qualificação | Qualificação | Semifinais  | Semifinais  | Final           | Final            |
| Evento                   | Atleta                                                          | Resultado    | Posição      | Resultado   | Posição     | Resultado       | Posição          |
| ------------------------ | --------------------------------------------------------------- | ------------ | ------------ | ----------- | ----------- | --------------- | ---------------- |
| 100 m borboleta feminino | Alessia Polieri                                                 | 1:01.49      | 9º (4º q4)   | 1:01.44     | 9º (5º sf1) | Não avançou     | Não avançou      |
| 200 m borboleta feminino | Alessia Polieri                                                 | 2:14.14      | 4º (2º q3)   |             |             | 2:15.01         | 7º               |
| 100 m livre feminino     | Elena di Liddo                                                  | Não largou   | -- (q7)      | Não avançou | Não avançou | Não avançou     | Não avançou      |
| 50 m borboleta feminino  | Elena di Liddo                                                  | 27.25        | 1º (q2)      | 26.88       | 1º (sf2)    | 27.06           | Medalha de prata |
| 100 m borboleta feminino | Elena di Liddo                                                  | 1:00.98      | 3º (2º q5)   | 1:00.95     | 4º (3º sf2) | Desclassificada | --               |
| 50 m peito feminino      | Martina Carraro                                                 | 32.69        | 3º (2º q3)   | 32.23       | 2º (2º sf2) | 32.44           | Medalha de prata |
| 100 m peito feminino     | Martina Carraro                                                 | 1:13.09      | 12º (6º q4)  | 1:11.76     | 8º (4º sf1) | 1:10.95         | 6º               |
| 200 m peito feminino     | Martina Carraro                                                 | 2:43.91      | 17º (5º q1)  |             |             | Não avançou     | Não avançou      |
| 400 m livre feminino     | Stefania Pirozzi                                                | 4:18.36      | 4º (1º q2)   |             |             | 4:14.61         | 4º               |
| 200 m borboleta feminino | Stefania Pirozzi                                                | 2:15.59      | 10º (3º q2)  |             |             | Não avançou     | Não avançou      |
| 200 m medley feminino    | Stefania Pirozzi                                                | 2:20.94      | 7º (2º q3)   |             |             | 2:19.91         | 7º               |
| 4x100 m livre feminino   | Elena di Liddo Stefania Pirozzi Martina Carraro Alessia Pirozzi | Não largaram | -- (q1)      |             |             | Não avançaram   | Não avançaram    |
| 4x100 m medley feminino  | Elena di Liddo Stefania Pirozzi Martina Carraro Alessia Pirozzi | Não largaram | -- (q2)      |             |             | Não avançaram   | Não avançaram    |

#### Masculino
| Evento                    | Atleta                                                    | Qualificação | Qualificação | Semifinais  | Semifinais  | Final         | Final             |
| Evento                    | Atleta                                                    | Resultado    | Posição      | Resultado   | Posição     | Resultado     | Posição           |
| ------------------------- | --------------------------------------------------------- | ------------ | ------------ | ----------- | ----------- | ------------- | ----------------- |
| 100 m livre masculino     | Alessio Torlai                                            | 52.71        | 29º (6º q6)  | Não avançou | Não avançou | Não avançou   | Não avançou       |
| 200 m livre masculino     | Alessio Torlai                                            | 1:54.11      | 18º (4º q6)  |             |             | Não avançou   | Não avançou       |
| 200 m borboleta masculino | Alessio Torlai                                            | Não largou   | -- (q2)      |             |             | Não avançou   | Não avançou       |
| 50 m peito masculino      | Flavio Bizzarri                                           | 29.41        | 6º (3º q3)   | 29.46       | 7º (3º sf1) | 29.56         | 7º                |
| 100 m peito masculino     | Flavio Bizzarri                                           | 1:03.14      | 2º (2º q4)   | 1:02.39     | 2º (1º sf1) | 1:02.22       | Medalha de bronze |
| 200 m peito masculino     | Flavio Bizzarri                                           | 2:18.22      | 6º (3º q3)   |             |             | 2:13.31       | Medalha de ouro   |
| 100 m costas masculino    | Simone Geni                                               | 58.53        | 16º (6º q4)  | Desistiu    | Desistiu    | Desistiu      | Desistiu          |
| 200 m medley masculino    | Simone Geni                                               | 2:04.68      | 10º (5º q4)  |             |             | Não avançou   | Não avançou       |
| 50 m livre masculino      | Tommaso Romani                                            | Não largou   | -- (q5)      | Não avançou | Não avançou | Não avançou   | Não avançou       |
| 100 m livre masculino     | Tommaso Romani                                            | Não largou   | -- (q5)      | Não avançou | Não avançou | Não avançou   | Não avançou       |
| 50 m borboleta masculino  | Tommaso Romani                                            | 25.15        | 5º (1º q2)   | 24.93       | 5º (2º sf2) | 24.80         | Medalha de bronze |
| 100 m borboleta masculino | Tommaso Romani                                            | 55.10        | 11º (4º q5)  | 54.35       | 9º (4º sf2) | Não avançou   | Não avançou       |
| 4x100 m livre masculino   | Simone Geni Flavio Bizzarri Tommaso Romani Alessio Torlai | Não largaram | -- (q1)      |             |             | Não avançaram | Não avançaram     |
| 4x100 m medley masculino  | Simone Geni Flavio Bizzarri Tommaso Romani Alessio Torlai | 3:49.80      | 8º (4º q2)   |             |             | 3:48.45       | 8º                |

#### Misto
| Evento               | Atletas                                                      | Qualificação | Qualificação | Semifinais | Semifinais | Final         | Final         |
| Evento               | Atletas                                                      | Resultado    | Posição      | Resultado  | Posição    | Resultado     | Posição       |
| -------------------- | ------------------------------------------------------------ | ------------ | ------------ | ---------- | ---------- | ------------- | ------------- |
| 4x100 m livre misto  | Alessio Torlai Elena di Liddo Alessia Polieri Tommaso Romani | 3:42.44      | 11º (4º q1)  |            |            | Não avançaram | Não avançaram |
| 4x100 m medley misto | Flavio Bizzarri Simone Gene Stefania Pirozzi Alessia Polieri | Não largaram | -- (q1)      |            |            | Não avançaram | Não avançaram |

### Saltos ornamentais
| Evento                             | Atleta          | Elims. | Elims. | Final  | Final      |
| Evento                             | Atleta          | Pontos | Pos.   | Pontos | Pos. final |
| ---------------------------------- | --------------- | ------ | ------ | ------ | ---------- |
| Trampolim 3 m individual feminino  | Elena Bertocchi | 404.85 | 4º     | 411.50 | 6º         |
| Trampolim 3 m individual masculino | Giovanni Tocci  | 521.90 | 5º     | 547.50 | 4º         |

## Esgrima
| Evento                       | Atleta             | Qualificação | Qualificação | Oitavas-de-final                   | Quartas-de-final                 | Semifinais                       | Final                           | Pos. final       |
| Evento                       | Atleta             | Oponente Resultado | Pos.         | Oponente Resultado                 | Oponente Resultado               | Oponente Resultado               | Oponente Resultado              | Pos. final       |
| ---------------------------- | ------------------ | --- | ------------ | ---------------------------------- | -------------------------------- | -------------------------------- | ------------------------------- | ---------------- |
| Espada individual feminino   | Alberta Santuccio  | SIN R.H. Rahardja V 5-1 JOR Damyan Jaqman V 5-3 USA Katharine Holmes D 2-3 CHN Lin Sheng D 2-5 POL Martyna Swatowska D 4-5 SUI Pauline Brunner V 5-3 | 7º           | ARG Clara Isabel Di Tella V 15-7   | RUS Yulia Bakhareva V 13-7       | USA Katharine Holmes V 9-8       | CHN Lin Sheng D 8-9             | Medalha de prata |
| Florete individual feminino  | Camilla Mancini    | LIB Rita Abou Jaoude V 5-2 CAN Alanna Goldie D 2-5 RUS Victoria Alexeeva D 0-5 USA Mona Shaito V 5-4 EGY Menatalla Daw V 5-0 SEN Mame Ndao V 5-1     | 5º           | LIB Rita Abou Jaoude V 15-7        | USA Mona Shaito V 15-10          | CAN Alanna Goldie V 15-9         | RUS Victoria Alexeeva V 15-9    | Medalha de ouro  |
| Florete individual masculino | Edoardo Luperi     | RUS Kirill Lichagin V 5-2 HUN Antal Györgyi V 5-0 GBR Alexander Tofalides V 5-3 KOR Lee Kwang-Hyun V 5-0 EGY Mostafa Mahmoud V 5-2                   | 2º           | Sem oponente                       | CZE Alexander Choupenitch V 15-7 | TUR Tevfik Burak Babaoglu V 15-8 | USA Alexander Massialas V 15-11 | Medalha de ouro  |
| Sabre individual masculino   | Leonardo Affede    | HUN András Szatmári D 3-5 USA Will Spear V 5-1 RUS Artur Okunev V 5-3 CAN Miguel Breault-Mallette V 5-2 KOR Song Jong-Hun V 5-4                      | 3º           | Sem oponente                       | USA Will Spear V 15-9            | BLR Mikhail Akula V 15-12        | KOR Song Jong-Hun D 8-15        | Medalha de prata |
| Espada individual masculino  | Marco Fichera      | UKR Roman Svichkar D 4-5 KAZ Kirill Zhakupov V 5-4 POL Tomasz Kruk V 5-3 BRA Guilherme Melaragno V 5-2 EGY Saleh Saleh V 5-0                         | 1º           | Sem oponente                       | ROM Lucian Ciovica V 15-14       | CAN Alexandre Lyssov V 15-6      | GER Nikolaus Bodoczi V 15-14    | Medalha de ouro  |
| Sabre individual feminino    | Vittoria Ciardullo | KOR Seo Ji-Yeon D 3-5 FRA Kenza Boudad D 1-5 EGY Mennatalla Yasser Ahmed D 0-5 RUS Yana Egorian V 5-3 VEN María Carreno V 5-1                        | 9º           | EGY Mennatalla Yasser Ahmed D 6-15 | Não avançou                      | Não avançou                      | Não avançou                     | 9º               |

| Evento         | Atleta | Oitavas-de-final   | Quartas-de-final          | Semifinais                | Final                   | Pos. final      |
| Evento         | Atleta | Oponente Resultado | Oponente Resultado        | Oponente Resultado        | Oponente Resultado      | Pos. final      |
| -------------- | --- | ------------------ | ------------------------- | ------------------------- | ----------------------- | --------------- |
| Equipes mistas | Alberta Santuccio, Camilla Mancini, Edoardo Luperi, Leonardo Affede e Marco Fichera (como integrantes da equipe Europa 1) | Sem oponente       | Equipe Américas 2 V 30-17 | Equipe Américas 1 V 30-25 | Equipe Europa 2 V 30-24 | Medalha de ouro |

## Ginástica artística
| Atleta           | Evento                       | Qualificação | Qualificação | Final por aparelhos | Final por aparelhos | Final individual geral | Final individual geral | Final individual geral | Final individual geral | Final individual geral | Final individual geral | Final individual geral | Final individual geral | Final individual geral | Final individual geral |
| Atleta           | Evento                       | Result.      | Pos.         | Result.             | Pos.                | Barras assimétricas    | Trave                  | Solo                   | Salto                  | Cavalo com alças       | Argolas                | Barras paralelas       | Barra fixa             | Total                  | Pos.                   |
| ---------------- | ---------------------------- | ------------ | ------------ | ------------------- | ------------------- | ---------------------- | ---------------------- | ---------------------- | ---------------------- | ---------------------- | ---------------------- | ---------------------- | ---------------------- | ---------------------- | ---------------------- |
| Carlotta Ferlito | Salto feminino               | 14.200       | 2º           | 13.700              | Medalha de bronze   |                        |                        |                        |                        |                        |                        |                        |                        |                        |                        |
| Carlotta Ferlito | Barras assimétricas feminino | 13.400       | 6º           | 12.725              | 6º                  |                        |                        |                        |                        |                        |                        |                        |                        |                        |                        |
| Carlotta Ferlito | Trave feminino               | 14.650       | 3º           | 14.825              | Medalha de prata    |                        |                        |                        |                        |                        |                        |                        |                        |                        |                        |
| Carlotta Ferlito | Solo feminino                | 13.500       | 4º           | 12.900              | 8º                  |                        |                        |                        |                        |                        |                        |                        |                        |                        |                        |
| Carlotta Ferlito | Individual geral feminino    | 55.750       | 3º           |                     |                     | 12.750                 | 14.500                 | 13.950                 | 14.150                 |                        |                        |                        |                        | 55.350                 | Medalha de bronze      |
| Ludovico Edalli  | Solo masculino               | 13.750       | 17º          | Não avançou         | Não avançou         |                        |                        |                        |                        |                        |                        |                        |                        |                        |                        |
| Ludovico Edalli  | Cavalo com alças masculino   | 13.450       | 13º          | Não avançou         | Não avançou         |                        |                        |                        |                        |                        |                        |                        |                        |                        |                        |
| Ludovico Edalli  | Argolas masculino            | 13.400       | 22º          | Não avançou         | Não avançou         |                        |                        |                        |                        |                        |                        |                        |                        |                        |                        |
| Ludovico Edalli  | Salto masculino              | 14.800       | 28º          | Não avançou         | Não avançou         |                        |                        |                        |                        |                        |                        |                        |                        |                        |                        |
| Ludovico Edalli  | Barras paralelas masculino   | 13.900       | 8º           | 14.100              | Medalha de bronze   |                        |                        |                        |                        |                        |                        |                        |                        |                        |                        |
| Ludovico Edalli  | Barra fixa masculino         | 13.800       | 10º          | Não avançou         | Não avançou         |                        |                        |                        |                        |                        |                        |                        |                        |                        |                        |
| Ludovico Edalli  | Individual geral masculino   | 83.100       | 9º           |                     |                     |                        |                        | 13.450                 | 14.650                 | 13.450                 | 12.750                 | 13.600                 | 13.700                 | 81.600                 | 11º                    |

## Halterofilismo
| Evento                 | Atleta            | Peso corporal (kg) | Arranque (kg) | Arranque (kg) | Arranque (kg) | Arranque (kg) | Arremesso (kg) | Arremesso (kg) | Arremesso (kg) | Arremesso (kg) | Total (kg) | Pos. final |
| Evento                 | Atleta            | Peso corporal (kg) | 1             | 2             | 3             | Res.          | 1              | 2              | 3              | Res.           | Total (kg) | Pos. final |
| ---------------------- | ----------------- | ------------------ | ------------- | ------------- | ------------- | ------------- | -------------- | -------------- | -------------- | -------------- | ---------- | ---------- |
| Mais de 63 kg feminino | Carlotta Brunelli | 74,91              | 80            | 85            | 85            | 85            | 90             | 90             | 90             | –              | –          | 13º        |
| Até 77 kg masculino    | Luca Parla        | 72,76              | 100           | 108           | 111           | 111           | 130            | 137            | 141            | 137            | 248        | 6º         |

## Hipismo
| Evento            | Atleta                                               | Cavalo         | Preliminares | Preliminares | Preliminares | Preliminares | Preliminares | Preliminares | Final  | Final  | Pos. final      |
| Evento            | Atleta                                               | Cavalo         | Rodada A     | Rodada A     | Rodada B     | Rodada B     | Rodada B     | Total A+B    | Penal. | Tempo  | Pos. final      |
| Evento            | Atleta                                               | Cavalo         | Penal. salto | Pos.         | Penal. salto | Penal. tempo | Total B      | Total A+B    | Penal. | Tempo  | Pos. final      |
| ----------------- | ---------------------------------------------------- | -------------- | ------------ | ------------ | ------------ | ------------ | ------------ | ------------ | ------ | ------ | --------------- |
| Saltos por equipe | Valentina Isoardi (como integrante da equipe Europa) | Alloria Thomas | 4            | 1º           | 4            | 0            | 4            | 8            | 4      | 141.03 | Medalha de ouro |

## Judô
| Evento              | Atleta           | 1ª rodada                      | 1ª rodada repescagem          | 2ª rodada repescagem               | Final repescagem A          | Disputa pelo bronze A | Pos. final |
| ------------------- | ---------------- | ------------------------------ | ----------------------------- | ---------------------------------- | --------------------------- | --------------------- | ---------- |
| Até 55 kg masculino | Fabio Basile     | CZE David Pulkrábek D 000-100  | Sem oponente                  | YEM Abdulrahman Anter V 111-000    | UKR Dmytro Atanov D 000-001 | Não avançou           | --         |
| Até 52 kg feminino  | Odette Giuffrida | USA Katelyn Bouyssou D 000-011 | CAN Ecaterina Guica V 012-000 | FRA Julia Rosso-Richetto D 000-001 | Não avançou                 | Não avançou           | --         |

| Evento         | Atleta                                                | 1ª rodada              | 2ª rodada                  | Semifinais                | Final       | Pos. final        |
| -------------- | ----------------------------------------------------- | ---------------------- | -------------------------- | ------------------------- | ----------- | ----------------- |
| Equipes mistas | Fabio Basile (como integrante da equipe Tóquio)       | ZZX Equipe Paris V 5-3 | ZZX Equipe Nova York V 4-4 | ZZX Equipe Belgrado D 3-5 | Não avançou | Medalha de bronze |
| Equipes mistas | Odette Giuffrida (como integrante da equipe Hamilton) | Sem oponente           | ZZX Equipe Cairo D 4-4     | Não avançou               | Não avançou | 5º                |

## Pentatlo moderno
| Evento               | Atleta                           | Esgrima (Espada 1 toque) | Esgrima (Espada 1 toque) | Esgrima (Espada 1 toque) | Natação (200 m livre) | Natação (200 m livre) | Natação (200 m livre) | Corrida e tiro (3000 m, pistola a laser) | Corrida e tiro (3000 m, pistola a laser) | Corrida e tiro (3000 m, pistola a laser) | Pontuação total | Pos. final |
| Evento               | Atleta                           | Result.                  | Pos.                     | Pontos                   | Tempo                 | Pos.                  | Pontos                | Tempo                                    | Pos.                                     | Pontos                                   | Pontuação total | Pos. final |
| -------------------- | -------------------------------- | ------------------------ | ------------------------ | ------------------------ | --------------------- | --------------------- | --------------------- | ---------------------------------------- | ---------------------------------------- | ---------------------------------------- | --------------- | ---------- |
| Individual masculino | Andrea Micalizzi                 | 8                        | 19º                      | 680                      | 2:07.36               | 6º                    | 1272                  | 12:47.65                                 | 24º                                      | 1932                                     | 3884            | 22º        |
| Individual feminino  | Gloria Tocchi                    | 15                       | 5º                       | 960                      | 2:26.64               | 17º                   | 1044                  | 13:28.70                                 | 15º                                      | 1768                                     | 3772            | 11º        |
| Equipes mistas       | Andrea Micalizzi e Gloria Tocchi | 47                       | 10º                      | 830                      | 2:04.80               | 11º                   | 1304                  | 16:28.76                                 | 16º                                      | 2128                                     | 4262            | 14º        |

## Remo
| Evento             | Atleta                              | Elim.   | Elim.       | Repescagem | Repescagem | Semifinais | Semifinais   | Final   | Final        |
| Evento             | Atleta                              | Tempo   | Pos.        | Tempo      | Pos.       | Tempo      | Pos.         | Tempo   | Pos.         |
| ------------------ | ----------------------------------- | ------- | ----------- | ---------- | ---------- | ---------- | ------------ | ------- | ------------ |
| Dois sem masculino | Bernardo Nannini Marco di Constanzo | 3:23.22 | 4º (bat. 3) | 3:26.33    | 2º         | 3:26.44    | 5º (sf A/B2) | 3:15.65 | 4º (Final B) |
| Dois sem feminino  | Elena Coletti Giada Colombo         | 3:32.85 | 3º (bat. 3) |            |            | 3:37.29    | 1º (sf A/B1) | 3:30.05 | 4º (Final A) |

## Taekwondo
| Evento              | Atleta        | 1ª rodada | Quartas-de-final       | Semifinais  | Final       | Pos. final |
| ------------------- | ------------- | --------- | ---------------------- | ----------- | ----------- | ---------- |
| Até 48 kg masculino | Vittorio Rega |           | ARG Lucas Guzmán D 1-2 | Não avançou | Não avançou | 6º         |

## Tênis
| Evento            | Atleta             | 1ª rodada                                | 2ª rodada                            | Quartas-de-final   | Semifinais         | Final              | Pos. final |
| Evento            | Atleta             | Oponente Resultado                       | Oponente Resultado                   | Oponente Resultado | Oponente Resultado | Oponente Resultado | Pos. final |
| ----------------- | ------------------ | ---------------------------------------- | ------------------------------------ | ------------------ | ------------------ | ------------------ | ---------- |
| Simples masculino | Alessandro Colella | PAR Diego Galeano V 2-1 (5-7, 6-2 e 6-3) | GBR Oliver Golding D 0-2 (2-6 e 1-6) | Não avançou        | Não avançou        | Não avançou        | --         |

| Evento            | Atleta                                  | 1ª rodada                                               | Quartas-de-final   | Semifinais         | Final              | Pos. final |
| Evento            | Atleta                                  | Oponente Resultado                                      | Oponente Resultado | Oponente Resultado | Oponente Resultado | Pos. final |
| ----------------- | --------------------------------------- | ------------------------------------------------------- | ------------------ | ------------------ | ------------------ | ---------- |
| Duplas masculinas | Alessandro Colella e IRL John Morrissey | SVK Filip Horanský/ SVK Jozef Kovalík D 0-2 (2-6 e 5-7) | Não avançaram      | Não avançaram      | Não avançaram      | --         |

## Tênis de mesa
| Evento            | Atleta         | Preliminares | Preliminares | Preliminares | 2ª fase consolação | 2ª fase consolação | 2ª fase consolação | Pos. final |
| Evento            | Atleta         | Grupo        | Confrontos | Pos.         | Grupo              | Confrontos | Pos.               | Pos. final |
| ----------------- | -------------- | ------------ | --- | ------------ | ------------------ | --- | ------------------ | ---------- |
| Simples masculino | Leonardo Mutti | G            | AUT Stefan Leitgeb D 1-3 (8-11, 5-11, 13-11, 8-11) BEL Emilien Vanrossomme D 1-3 (11-6, 4-11, 8-11, 10-12) IND Avik Das V 3-1 (9-11, 15-13, 11-6, 11-7) | 3º           | HH                 | MAW Patrick Massah V 3-0 (11-7, 11-2, 11-3) EGY Omar Bedair D 1-3 (11-6, 4-11, 6-11, 9-11) SRI Hasintha Arsa Marakkala V 3-0 (13-11, 11-5, 11-6) | 2º                 | --         |

| Evento         | Atleta                                                 | Preliminares | Preliminares                                                                                | Preliminares | Torneio de consolação               | Torneio de consolação               | Pos. final |
| Evento         | Atleta                                                 | Grupo        | Confrontos                                                                                  | Pos.         | 1ª rodada                           | 2ª rodada                           | Pos. final |
| -------------- | ------------------------------------------------------ | ------------ | ------------------------------------------------------------------------------------------- | ------------ | ----------------------------------- | ----------------------------------- | ---------- |
| Equipes mistas | Leonardo Mutti e GBR Alice Loveridge (equipe Europa 3) | C            | África 2 V 3-0 (3-0, 3-0, 3-1) Europa 1 D 1-2 (03, 3-2, 1-3) Europa 4 D 1-2 (0-3, 3-0, 1-3) | 3º           | Intercontinental 3 V 2-0 (3-2, 3-0) | Pan-América 2 V 2-1 (2-3, 3-2, 3-1) | 17º        |

## Tiro
| Evento                        | Atleta          | Qualificação | Qualificação | Qualificação | Qualificação | Qualificação | Qualificação | Qualificação | Qualificação | Final | Final | Final | Final | Final | Final | Final | Final | Final | Final | Final       | Final | Final      |
| Evento                        | Atleta          | 1            | 2            | 3            | 4            | 5            | 6            | Total        | Pos.         | 1     | 2     | 3     | 4     | 5     | 6     | 7     | 8     | 9     | 10    | Total final | Total | Pos. final |
| ----------------------------- | --------------- | ------------ | ------------ | ------------ | ------------ | ------------ | ------------ | ------------ | ------------ | ----- | ----- | ----- | ----- | ----- | ----- | ----- | ----- | ----- | ----- | ----------- | ----- | ---------- |
| Pistola de ar 10 m feminino   | Chiara Marini   | 92           | 97           | 94           | 90           |              |              | 373          | 8º           | 9.8   | 8.5   | 9.3   | 10.0  | 9.6   | 9.6   | 9.3   | 8.2   | 9.4   | 9.9   | 93.6        | 466.6 | 7º         |
| Carabina de ar 10 m masculino | Simon Weithaler | 98           | 99           | 99           | 95           | 100          | 99           | 590          | 4º           | 10.6  | 10.3  | 9.9   | 8.8   | 10.3  | 9.7   | 9.1   | 9.1   | 9.7   | 10.3  | 97.8        | 687.8 | 7º         |

## Tiro com arco
| Evento               | Atleta                              | Qualificatória | Qualificatória | 1ª rodada                                   | Oitavas-de-final                                       | Quartas-de-final                               | Semi-finais                                       | Final                                          | Pos. final      |
| Evento               | Atleta                              | Resultado      | Pos.           | Oponente Resultado                          | Oponente Resultado                                     | Oponente Resultado                             | Oponente Resultado                                | Oponente Resultado                             | Pos. final      |
| -------------------- | ----------------------------------- | -------------- | -------------- | ------------------------------------------- | ------------------------------------------------------ | ---------------------------------------------- | ------------------------------------------------- | ---------------------------------------------- | --------------- |
| Individual feminino  | Gloria Filippi                      | 623            | 9º             | AUS Alice Ingley D 4-6                      | Não avançou                                            | Não avançou                                    | Não avançou                                       | Não avançou                                    | --              |
| Individual masculino | Lorenzo Pianesi                     | 598            | 22º            | TUR Yagiz Yilmaz D 5-6                      | Não avançou                                            | Não avançou                                    | Não avançou                                       | Não avançou                                    | --              |
| Equipes mistas       | Gloria Filippi e BLR Anton Karoukin |                |                | KOR Kwak Ye-Ji/ MYA Aung Gyi V 6-0          | MDA Alexandra Mirca/ DEN Benjamin Hindborg Ipsen V 6-4 | BLR Iryna Hul/ CHN Luo Siyue V 6-2             | TUR Begunhan Unsal/ SIN Abdud Dayyan Jaffar V 6-2 | GRE Zoi Paraskevopoulou/ SLO Gregor Rajh V 7-3 | Medalha de ouro |
| Equipes mistas       | Lorenzo Pianesi e CHN Jia Song      |                |                | SIN Elizabeth Cheok/ MEX Jafet Farjat V 6-0 | JPN Mai Okubo/ TPE Ku Yuan-Hsiang V 6-0                | GRE Zoi Paraskevopoulou/ SLO Gregor Rajh D 4-6 | Não avançaram                                     | Não avançaram                                  | 6º              |

## Triatlo
| Evento               | Triatleta                                          | Natação | Transição 1 | Ciclismo | Transição 2 | Corrida | Tempo total | Pos. |
| -------------------- | -------------------------------------------------- | ------- | ----------- | -------- | ----------- | ------- | ----------- | ---- |
| Individual feminino  | Alessia Orla                                       | 9:33    | 0:33        | 34:24    | 0:29        | 21:14   | 1:06:13.69  | 19º  |
| Individual masculino | Livio Molinari                                     | 8:55    | 0:30        | 29:53    | 0:25        | 18:18   | 58:01.34    | 21º  |
| Revezamento misto    | Livio Molinari (como integrante da equipe Mundo 2) |         |             |          |             |         | 1:27:34.96  | 12º  |

## Vela
| Evento               | Atleta             | Regata | Regata | Regata | Regata | Regata | Regata | Regata | Regata | Regata | Regata | Regata | Regata | Total | Posição          |
| Evento               | Atleta             | 1      | 2      | 3      | 4      | 5      | 6      | 7      | 8      | 9      | 10     | 11     | M      | Total | Posição          |
| -------------------- | ------------------ | ------ | ------ | ------ | ------ | ------ | ------ | ------ | ------ | ------ | ------ | ------ | ------ | ----- | ---------------- |
| Techno 293 masculino | Daniele Benedetti  | 8      | 11     | 14     | 7      | 4      | 6      | 8      | 9      | 8      | 14     |        | 12     | 87    | 9º               |
| Byte CII masculino   | Marco Benini       | 3      | 12     | 16     | 22     | 5      | 4      | 15     | 1      | 12     | 18     | 24     | 6      | 92    | 9º               |
| Techno 293 feminino  | Veronica Fanciulli | 2      | 3      | 9      | 12     | 1      | OCS    | 3      | 2      | 2      | 4      |        | 1      | 39    | Medalha de prata |

Notas:
- M – Regata da Medalha
- OCS – On the Course Side of the starting line
- DSQ – Disqualified (Desclassificado)
- DNF – Did Not Finish (Não completou)
- DNS – Did Not Start (Não largou)
- BFD – Black Flag Disqualification (Desclassificado por bandeira preta)
- RAF – Retired after Finishing (Retirou-se após completar a prova)